# Kandersteg
Kandersteg (toponimo tedesco) è un comune svizzero di 1 301 abitanti del Canton Berna, nella regione dell'Oberland (circondario di Frutigen-Niedersimmental).

## Geografia fisica
Le montagne principali che contornano la località sono il Lohner (3 048 m s.l.m.), il Bunderspitz (2 546 m s.l.m.), l'Alpschelehubel (2 248 m s.l.m.), il Doldenhorn (3 638 m s.l.m.) e il Balmhorn (3 698 m s.l.m.).

## Storia
Il comune di Kandersteg è stato istituito nel 1909 per scorporo da quello di Kandergrund.

## Monumenti e luoghi d'interesse

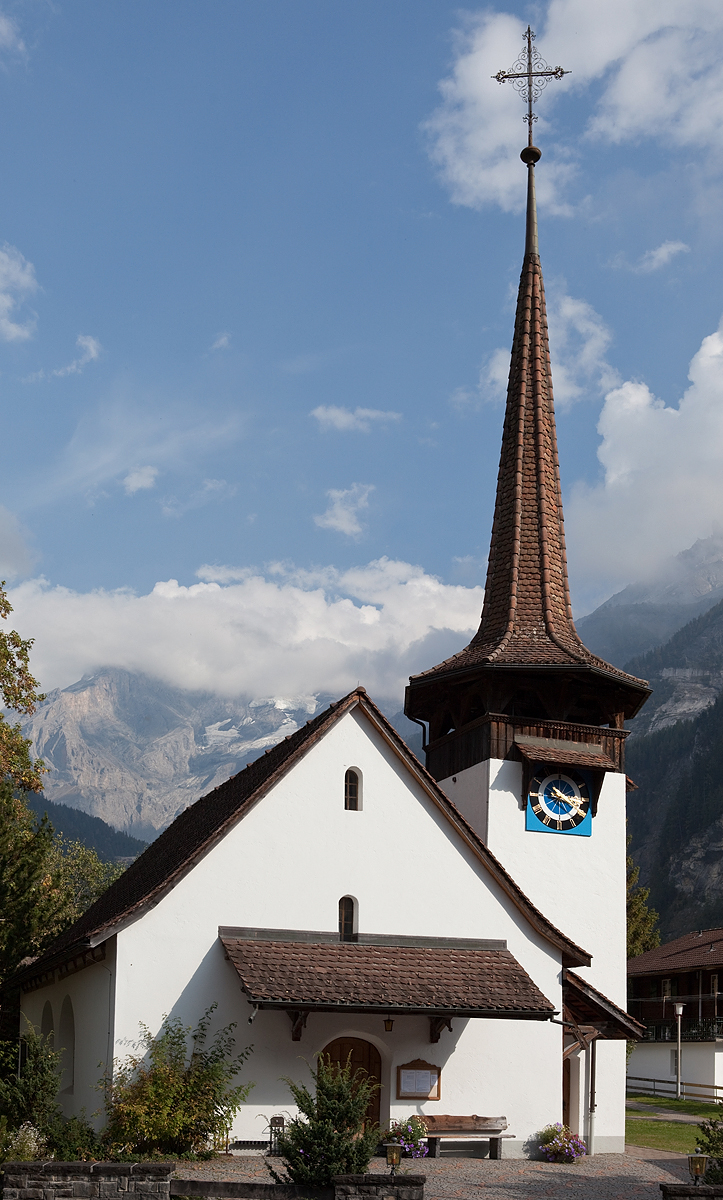
La chiesa riformata

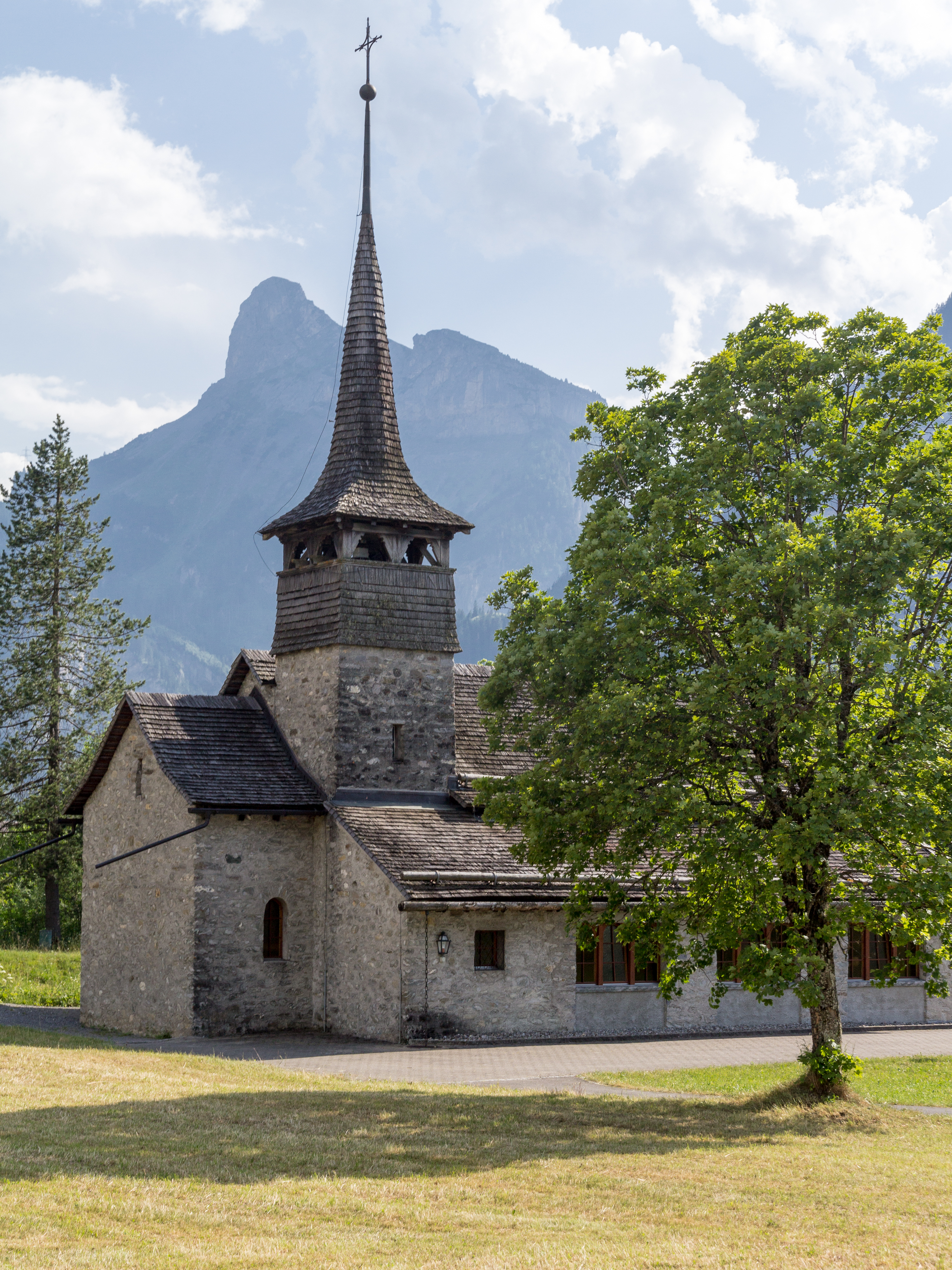
La chiesa cattolica

- Chiesa riformata (già di Santa Maria), eretta nel 1511 e ricostruita nel 1910[1];
- Chiesa cattolica, eretta nel 1927[1].

## Società

### Evoluzione demografica
L'evoluzione demografica è riportata nella seguente tabella:
Abitanti censiti

### Istituzioni, enti e associazioni

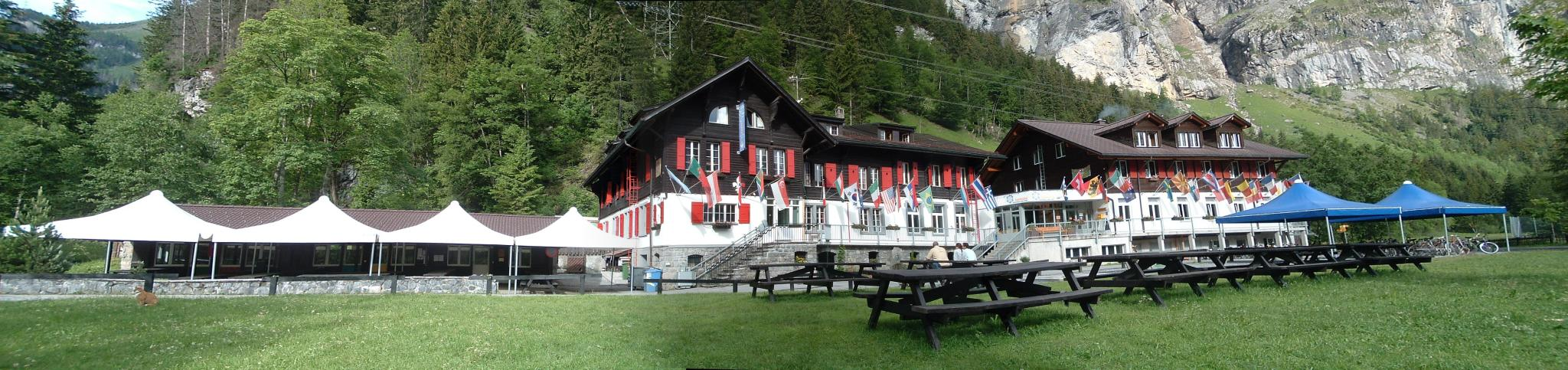
Il Centro scout internazionale di Kandersteg

Ospita il Centro scout internazionale di Kandersteg, che accoglie ogni anno decine di migliaia di scout e guide di ogni continente.

## Economia
Kandersteg è una stazione sciistica specializzata nello sci nordico (trampolino costruito nel 1979).

## Infrastrutture e trasporti

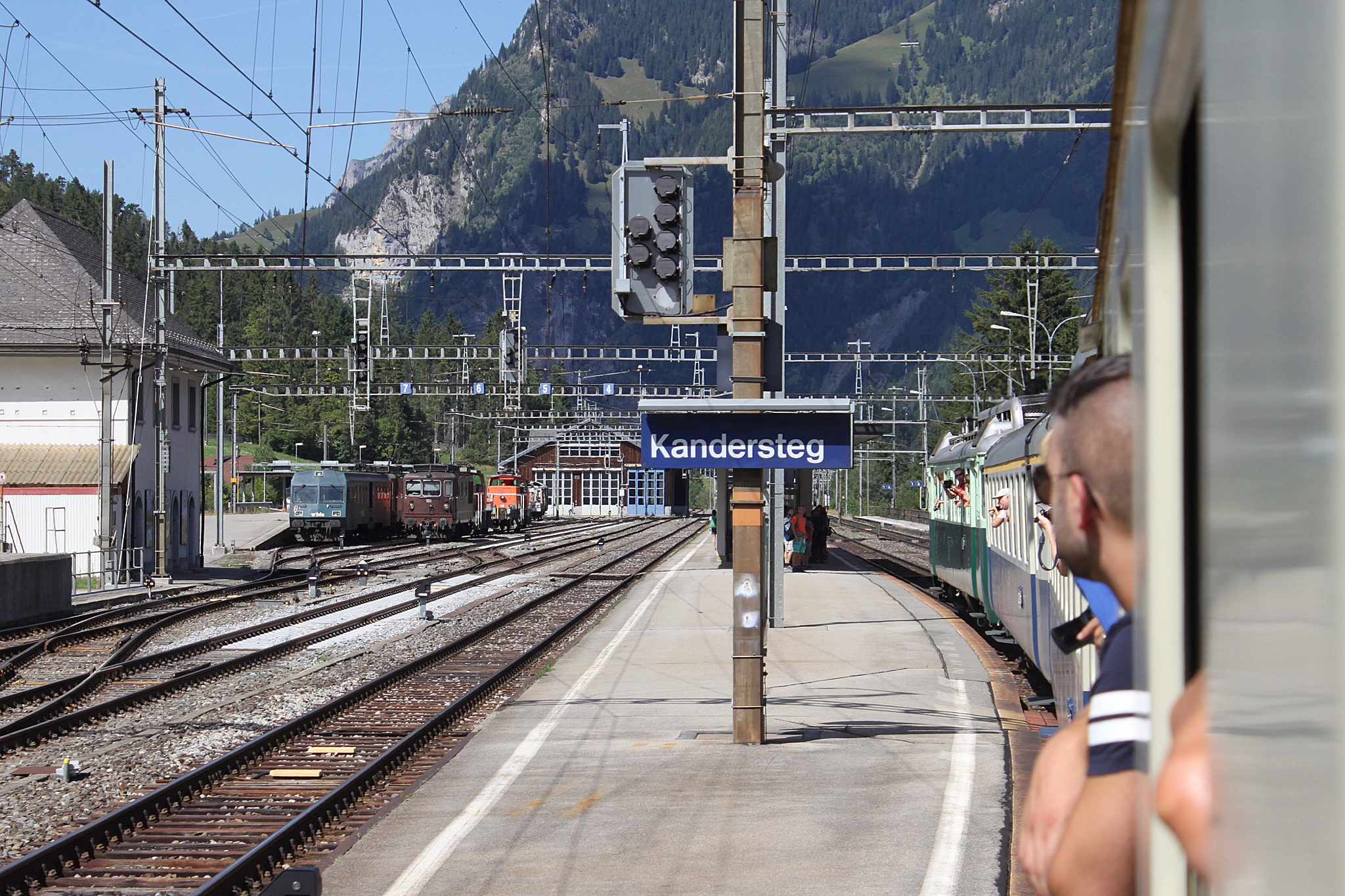
La stazione di Kandersteg

Kandersteg è servito dall'omonima stazione sulla ferrovia del Lötschberg; nel territorio del comune si trova il portale nord del traforo del Lötschberg.

## Amministrazione
Ogni famiglia originaria del luogo fa parte del cosiddetto comune patriziale e ha la responsabilità della manutenzione di ogni bene ricadente all'interno dei confini del comune.

## Sport
Kandersteg ha ospitato i Campionati mondiali juniores di sci nordico 2018.